# Vico del Gargano

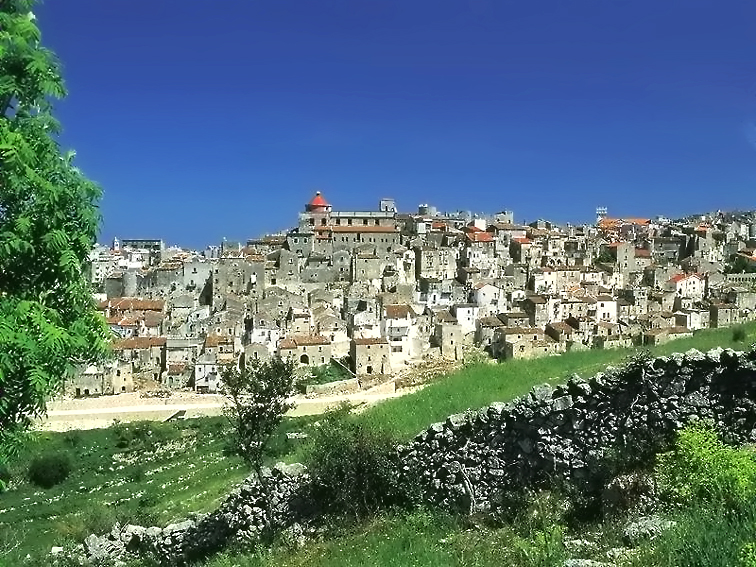
La ciudad de Vico del Gargano

Vico del Gargano es una  localidad y comune italiana de la provincia de Foggia, en la región de Apulia, con cerca de 8.032 habitantes. Es parte del parque nacional del Gargano y de la Comunità Montana del Gargano (Comunidad Montana del Gargano).  Es uno de los municipios que forma parte de la asociación "I borghi più belli d'Italia" ("Los pueblos mas bonitos de Italia") y de la red "Città salutari" ("Ciudades saludables").

## Geografía
El municipio de Vico del Gargano ocupa una área de 110,4 kilómetros cuadrados en el noreste de la península del Gargano. El territorio municipal de Vico del Gargano es muy variado y pasa de 0 a 872 sobre el nivel del mar, desde las alturas de los montes gargánicos hasta las playas de San Menaio y Calenella. En proximidad de la costa el paisaje es lo de la maquia mediterránea, de los olivares, de las plantaciones de cítricos (principalmente naranjales) y de los pinares costeros, mientras, hacia el interior, prevalecen los grandes hayedos de la Foresta Umbra. La geología del territorio es predominantemente kárstica y rica en cuevas.
Su distancia de la capital provincial, Foggia, es de 104 kilómetros.

## Historia
El pueblo fue fundado en el año 970 por el mercenario bizantino Sueripolo como bastión de defensa de la costa gargánica septentrional de los ataques de los sarracenos. En el siglo XIII, el soberano del Reino de Sicilia y emperador del Sacro Imperio Romano Germánico, Federico II, fortificó el pueblo y mandó a construir el castillo. En los siglos posteriores Vico del Gargano fue administrado por algunas de las más importantes familias nobiliares del Reino de Nápoles, como los Caracciolo y los Spinelli.
La época de la Ilustración trajo consigo un significativo florecimiento cultural, que culminó con la fundación de la Accademia degli Eccitati, y el nacimiento, en el pueblo, del filósofo y naturalista Michelangelo Manicone. Tras la Unificación de Italia fue el pueblo natal de numerosos briganti (bandoleros), que encontraban fácil refugio en la densa vegetación de la Foresta Umbra. En el siglo XIX Vico del Gargano se convirtió en el epicentro de un próspero comercio internacional de frutos cítricos, actividad floreciente hasta mediados el siglo XX. 

## Evolución demográfica
| Gráfica de evolución demográfica de Vico del Gargano entre 1861 y 2001 |
|                                                                        |
| Fuente ISTAT - elaboración gráfica de Wikipedia                        |

## Economía
La economía de Vico del Gargano se basa en la agricultura y el turismo. En los últimos años la oferta turística se ha ido diversificando, gracias también al patrimonio histórico, artístico, natural y   enogastronómico del pueblo. Algunos de los platos típicos de Vico del Gargano son la paposcia (una particular tipología de bocadillo), las orecchiette con nueces, las ensaladas de naranjas, diferentes sopas de pescado y legumbres, y unos postres llamados sospiri.

## Monumentos y lugares de interés

### Iglesias

#### Iglesia del Carmine
Después de la supresión del Monasterio de Carmelitas, en la primera mitad del siglo XVII, el monasterio fue la sede de los padres de los cuidados paliativos Roccettini (se refiere al padre Bernardo de Arezzo, en un manuscrito de 1695), ejecutado por los Borbones de Nápoles en 1782. El Informe de la apreciación del feudo de los Estados Vico: "El que Grancia situado sobre la cima de una colina suave y consiste en una bitácora pequeños. Consiste en una mononavato medio ambiente, cubierta por una bóveda de cañón, y otra habitación de al lado asimétrica, las estatuas están en la exhibición de los Misterios, llevada en procesión el Viernes Santo. Fue la estructura de la solución y la composición de la fachada, que incorpora la torre que alberga el companaria portal y el bajo relieve en piedra, con tres montañas coronadas por una cruz, símbolo de la tremitense padres.
Numerosas restauraciones sucesivas a lo largo de los siglos, hasta el punto de no permitir una identificación segura del núcleo original del convento, la sacristía es tal vez deriva de un segmento del claustro. La iglesia, que en 1837 es propiedad del Sr. D. Forquet Carlo en Nápoles, está construyendo con sujeción a las normas de protección de la ley 1089 de 1039 (declaración de 22.11.1978).

#### Iglesia Matriz
Bajo el supuesto de partida "de la Santísima Virgen", la iglesia parroquial más antigua de Vico se fundó al lado del castillo, que corona una colina cuyos lados para apretar todavía el hacinamiento de las casas de Civita y el Parador. La sencilla fachada del edificio, cerrado por un frontón triangular, está suavizado por un entablamento en el portal de piedra. Dintel motivos vegetales, apoyado por dos medias columnas, una inscripción con la fecha de 1675. Una airosa torre campanario de planta cuadrada y una cúpula en forma de costilla en el vértice de la acrópolis de la zona central de la ciudad. De tres naves, la iglesia está equipada con once altares y "de jure y de la tradición se mantiene, y reparado por la Universidad de la Tierra." En la descripción, que hace que el arzobispo Orsini en 1678, había mencionado el altar de San Valentín, patrón de Vico ya sesenta años, y el altar de la SS. Crucificado bajo el patrocinio de D. Troiano Spinelli marqués de Vico. Mediados del siglo XVIII de la iglesia recibió el título de la Colegiata y en el momento de la estadística de Mattei, "hay diaria de la oficina otorgó cánones dieciséis"

#### La Iglesia de la Misericordia
"Casi un tiro de piedra lejos del convento de San Domenico, se encuentra en frente de una carretera aislada capilla bajo el título de la Misericordia", por lo que la iglesia se describe en el informe del reconocimiento del feudo de Vico. Ya un siglo antes había sido restaurada - era el único auténtico fecha 1626 grabada en el portal en la parte superior de una escalera, por la Hermandad, que durante dos años ocupó el altar de la de San María Misericordiarum seu ad Nives (estatua de madera preciosa). En documentos del siglo XIX muestra las dimensiones: 20 palmos de largo, con las palmas de ancho y de alto 18, que luego se alteran más ricos. Entre estos un órgano en 1861 y en 1902, una extensión con un área elevada de la fachada, coronada por un frontón triangular y elegante.

#### Iglesia de San Domenico
Se encuentra en lo que fue la plaza más importante de la aldea, la iglesia, con el convento adyacente de los Padres Dominicos, bajo el título de la Asunción. En la diócesis de Manfredonia, el convento de Vico, con ocho hermanos (cinco sacerdotes, dos de ellos hermanos y terciario) en el siglo XVII fue el cuarto de la "Nación de la Capitanata" después de Foggia, Lucera y Manfredonia. En el Acta de la Santa Sede dell'Orsini, se erige en la iglesia, "sub junija último día de 1631", la Hermandad de San Vicente Ferrer, en la capilla todavía existe. El templo brillante, cubierto con una nave central y naves laterales con un barril cuatro capillas en la izquierda y tres a la derecha, por decreto de Monseñor. Eustace Dentice en 1818 se convirtió en la parroquia de los SS. Apóstoles Pedro y Pablo. Abolió en septiembre de 1809 y media el Estado italiano, el convento es ahora el Ayuntamiento.

#### Iglesia de San José
Iglesia en la Tierra o en el Viejo barrio Village, de gran encanto y sus diseños, con pasillos laterales que parecen aferrarse a través del arco central, y la presencia de la artística estatua de madera de Cristo muerto. La estatua ya hay noticias en el informe del reconocimiento del feudo de Vico, venerada en el altar de Nuestra Señora de la Consolación. Siguiente quizás al único altar, que nell'Appendix Sipontino del Sínodo de 1678, no parece haber "un ingreso suficiente para su mantenimiento. Decentemente, pero lo compensa los fieles de la Congregación de" en que existe. " Ciertamente, la fraternidad activa de S. Belt San Agustín y San Mónica, en el último siglo ha hecho para el gusto neoclásico del portal. Una hermandad antigua, que incluso recientemente se ha hecho digno de elogio para las reparaciones necesarias en el curso de la cual salió a la luz una tumba que se abre hacia la calle, quizá la de un ermitaño que cuidaba el lugar y los vasos sagrados.

#### Iglesia de San Marcos
Tradicionalmente, la votación de la iglesia fue construida por la gente de Dalmacia. En el acuerdo firmado el 23 de septiembre de 1607 entre la Universidad de la Tierra y la Universidad de Vico del Casale (un barrio extramuros, creada para alojar a las familias eslavas y los inmigrantes albaneses en ella), también pide que el asegurado a pagar el capellán de San Marco. La iglesia fuera de los muros es con dos altares en el momento de la Santa Sede dell'Orsini, sin duda se remonta al siglo XIV. Confirmar importantes frescos, descubiertos recientemente, la construcción de instalaciones y la fecha de 1365 en la campana de mantenerse en la sacristía, tal vez la campana de la iglesia original. En la primera mitad del siglo XVIII, a los altares de Nuestra Señora de Gracia y San Mark, se añadió a S. George. Junto a la iglesia de la Visitación de las monjas al autorizado por Ferdinand II, se activa sólo durante las primeras décadas del siglo XIX (hay diez mujeres religiosas en 1837).

#### Iglesia Santa María Pura
Se trata de una pequeña iglesia en las afueras de las murallas, en el marco del Civita de edad, guardando un río que se origina all'Asciatizzi. Este es uno de los pocos de agua perennes de Gargano que después de reunir muchas otras fuentes desemboca en el mar en la ciudad de Peschici (en el Molino di Mare). La iglesia es la plantación de seis siglos XVIII y está adornada con decoraciones en el interior y estatuas de piedra blanda que se supone que son de Lecce barroco local. El nombre se debe a la piadosa costumbre de sepultar a las vírgenes y los niños, como se muestra en el 'Libro de los Muertos ", conservado en la Iglesia Catedral, con los escritos de 1600 en adelante. Se cree que la Iglesia local se apoya, incluso en estructuras muy probablemente el templo más antiguo de Calcante localizado otros, sin embargo, el sitio de la Basílica de San Monte San Miguel en Ángel. No parece, sin embargo, las excavaciones documentadas y la investigación arqueológica que de alguna manera puede resultar de la leyenda. Se adjunta a la Iglesia de San María Pura se encuentra una obra muy restaurado, que ya estaba en poder del Hospital "Fatebenefratelli" para la hospitalización de los soldados enfermos en el siglo XVIII.

#### Iglesia Santa María de los Ángeles
El convento, conocido entre la gente con el título de SS. Crucificado, se elevó a cerca de una milla de la ciudad sobre una colina agradable, alrededor del año 1556, por la Orden de los Capuchinos, de reciente fundación (alrededor de Clemente VII de 28/5/1526). Hay que decir que en la colina, alrededor de la cual fue el sitio de los antiguos asentamientos humanos, tal vez el sitio neolítico de una capilla del siglo X Aún no han sido posible localizar a esas instalaciones casi seguro que se fusionaron en las paredes del Convento y la Iglesia. Sin embargo, se sugirió que podría corresponder a la actual sacristía. El convento de dos plantas con una base rectangular, con el claustro del tipo común en muchos de los conventos franciscanos original de Gargano. El Norte y el Ala Oeste están particularmente bien conservada. La Iglesia, originalmente de una sola nave, se añadió otro momento de la reconstrucción tras el colapso causado por el terremoto del 31/5/1646. El pueblo fue reconstruido a expensas del señor feudal del lugar, Caracciolo, con la ayuda de la gente. Muchas obras de arte noble, sobre todo óleo sobre lienzo, se conservan en la Iglesia. Por otra parte, hay, entre otras estatuas de madera, incluso un crucifijo de madera, famoso por el grabador quizá veneciano del siglo XVII. Historia y leyenda se tejen alrededor de la fábrica también apasionante ejercida por la sugerencia de la encina majestuosa, siglos de antigüedad, que se cierne en el cementerio de la Iglesia. Se trata de un raro ejemplar de garganica antiguo bosque que cubría la totalidad de Vico al mar.

#### Iglesia San Martino
Pequeña capilla bajo el título de S. Martino, propietario de R.D. cogens Biagio Altilia y consta de una habitación con piso de la cubierta Astrac en el suelo, la cabeza de los cuales se encuentra el altar del Santo, dijo el oficial de fábrica, y celebramos todos los días ", dice el informe, de manera agradecida por el feudo de Vico elaborado en 1726 publicado por Gennaro Scaramuzzi. Caracciolo Cerca del palacio se encuentra el altar, coronado por un original nicho de arco de alta en la piedra. Esta vez, el arzobispo Orsini "sigue siendo en beneficio coll'entrare existe." La iglesia, construida dentro de los muros, y dedicada a un santo que recordar sin duda la patria ancestral de algún señor feudal, fue restaurado recientemente. Sin embargo, es poco abierto a la adoración.

#### Iglesia de San Nicolás
Existía en el momento de la Santa Sede dell'Orsini, la iglesia "coll'unico Altar permanece con sus ingresos propios de las disposiciones de pastel." Cincuenta años después, en 1726, consiste "en un compartimiento rectangular encubierta techo de paneles pintados y luego desde el techo". Arciconfraternity la Sede de las SS. Sacramento. Esto sin duda han supervisado la construcción del portal elegante. En su equilibrio armónico hizo un seguimiento de más elegíaco dintel de MEMENTO MORI.

#### Iglesia de San Pedro
Desde tiempos inmemoriales existía en el "Tabor" se convirtió en una capilla de la iglesia, luego de la iglesia, coronada en el siglo XVIII por una cúpula, y dedicada al apóstol Pedro. De los documentos medievales que parece ser la iglesia de San Pietro in Vico ya famoso en la época de los normandos. Muchas de las donaciones se hicieron a esta iglesia que es señalado en un breve del Papa Alexander III en 1167, en actas de congresos de Clemente III 7/10/1197. En 1264, con las tierras y casas, se concedió arrendamientos a largo plazo a la Corte Gualtieri. La iglesia y sus posesiones también se "cangrejo" del monasterio de San Leonardo di Siponto que, durante muchos siglos, perteneció a la Orden Teutónica (que más tarde los Caballeros de Malta). La iglesia se transformó, con las tierras colindantes en el cementerio fuera de las murallas por el canónigo D. vichese Peter Finis en 1792 (fecha de apertura). Italia fue el tercer cementerio que se establezcan fuera de los muros de una ciudad (después de los de Pisa y Nápoles), por lo que es posible abandonar el uso de enterrar en las iglesias. Conviértete en obsoleto, el cementerio, con el tiempo, y caen en mal estado, la iglesia (que estaba medio en ruinas por los fenómenos climáticos), que fue recientemente (1979-71) pidió en Pristina con una nueva restauración amplia integración que ha tratado de reproducir la forma original y mantenerse en lo que todavía existe. El trabajo realizado por el RR.PP. Capuchinos han financiado la mitad con fondos del Ministerio de Educación, bajo el escrutinio de Soprintentenza de Monumentos de Bari en la colina donde está la iglesia se encontraron en el momento de construcción del Instituto Moderno de S. Pedro, considera importante de tumbas antiguas, incluyendo el esqueleto de un guerrero de proporciones considerables.

### Castillo
En la forma cuadrangular de las veces de castillo mostrar diferentes formas de arquitectura, las funciones y culturas artísticas que siguen, de los normandos a los aragoneses. Motivos de defensa son la base de la primera planta del complejo, que supone el ideal residencial ofdomussolaciorum período de Suabia, una casa solariega de los placeres de los cortesanos, y tal vez incluso de la misma Emperador Frederick II. Estos, en 1234, dio una dote a su tercera esposa, Isabel de Inglaterra, Vico Gargano y de los países incluidos en el "Honor Montis Sancti Angeli.
NE La parte más antigua del castillo se extiende el eje SE, cerrado en sus esquinas por torres cuadradas.
NE que se encuentra en un zapato base de bloque en forma de cresta y biselado de relieve por un curso de cadena, el otro por el Excmo culmina con un ajimez elegante, descrito por A. Haseloff ( "un plano capitales hojas y bulbos grandes oblicua"), y con las almenas originales. Como para reforzar esa estructura angular delgado, una fortificación bastión circular, la llamada torre principal, recuerda el período de Aragón. Y ajustes de las bocas de incendio, junto a la ballesta, de nuevo a la demandante el drama de la guerra, el asedio y el bombardeo de Vico en 1529 por los españoles.
En los periódicos de hoy, el castillo es un símbolo, la composición urbana dominante del país. Paredes con incrustaciones de la historia, techos abovedados, las puertas todavía desafiar el tiempo y mantener el secreto de los acontecimientos que no se ha recogido de la tienda.

### Las "Defensa"
En 1292 Teodoro y sus maestros arqueros de Cuneo, sus soldados, Vico ofrece un sistema organizado de defensa con una excelente paredes adornadas con veinte torres. La descripción de este hecho de la misma en el "informe de valoración de Feudo di Vico": "La mayor parte de ella que está llena de esa tierra está rodeada por una pared para uso de fortelizio, roto en ocasiones por las torres redondos y cuadrados, a través de las paredes que no permiten que los demás ciudadanos, que van y vienen con la tierra por una sola puerta, que la Cámara mantendrá el dominio de los marqueses, y esta preocupación por evitar cualquier incursión de los turcos que la parte de atrás se dice que han llegado a la valla de la dicha tierra, lo que provoca el uso de nacer del Barón eliggere nombre de una persona Camberlengo, para vigilar la apertura y cierre de la puerta, y caminar por la noche con sus juramentos y el dinero y encontrar a gente fuera de sus casas durante dos horas por la noche después de tocar por delante de la campana, puede esos bonos, y la Casa de la pena ducados n'esigge Marchesale 6.

### Palacio Della Bella
La forma elegante del edificio señorial introduce un Vico, en la apertura del siglo XX, un paréntesis "de Florencia." Wanted por D. Ignacio Della Bella, del proyecto, que sigue el modelo del siglo XIV, el Palacio Viejo; Palazzo Vecchio, en su éstilo neo Gótico. Duplex interrumpido por cadenas cornisas curso y almenas coronadas de cola de milano, tiene dos edificios a lo largo Salita della Bella y dos torres redondas antiguas. En el sitio de la torre de esquina original, que la familia de Bella mantiene el registro fotográfico, ahora se levanta el imponente torre, se extendía por dos ventanas ojivales y coronado de almenas y la pasarela de Guelph (las almenas del palacio vichese invierte los tipos representados en el Palazzo Vecchio).
Sin embargo, el cuerpo de la fábrica de cajas, cerca de la iglesia de San José, según parece, en efecto, invocar una torre existente, donde el diseñador quizá quería mantener la idea.

### Callejón del Beso
De carretera situados en el centro histórico. Gran distancia de 50 pulgadas y menos de 30 metros de largo, es un lugar de encuentro para los amantes, especialmente durante la fiesta patronal de San Valentín, nos encontramos en el callejón. De esta manera, debido a la estrechez del pasaje, los amantes se ven obligados a "rozar.

### Villaggio Umbra
Pueblo en el corazón de la Umbra Bosque, es un museo de la Flora y Fauna Gargano, donde incluso un antiguo pueblo reconstruido de los mineros del carbón. Es también el hogar de un cuartel y un avión de la silvicultura.

### La Leccio Monumental Convento de Capuchinos
Árbol característico es el roble de Vico, un árbol de 400 años, el sitio antes de la iglesia franciscana de Vico. Nadie sabe exactamente cuándo fue plantado, pero la única certeza es que el monje que sentó las semillas (que se encuentra cerca de una abbeveratorio), Fra Nicola da Vico, murió en 1719, en la vejez, de la que podemos deducir que Cerro es secular. En 1934, durante una tormenta, una rama grande cayó, dejando una brecha aún visible hoy en día. El follaje del árbol ha alcanzado los 50 metros y la circunferencia es de unos 5 metros.

### Parque del Recuerdo
Situado a las afueras del pueblo, cerca del Convento de Santa María degli Angeli, vichesi conmemora a los caídos en la guerra. De hecho, cada uno de los árboles en el parque recibe su nombre, por la etiqueta, a una caída. También se pueden admirar los valles que se encuentran al pie de la aldea hasta Calenella llanura que se extiende hasta el mar.

## San Menaio

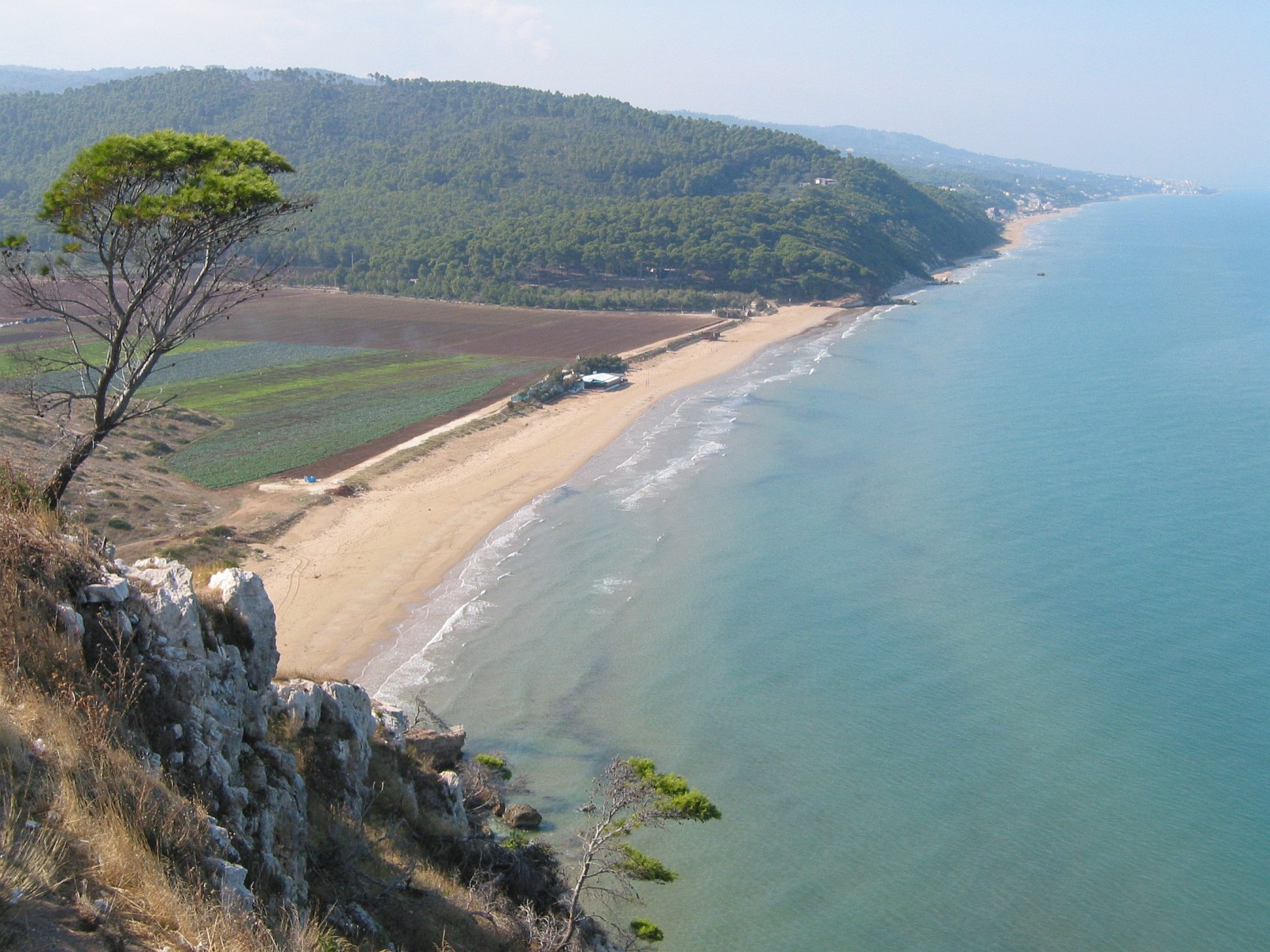
El imponente Pineta Marzini vistas a la playa entre la llanura Calenella y San Menaio

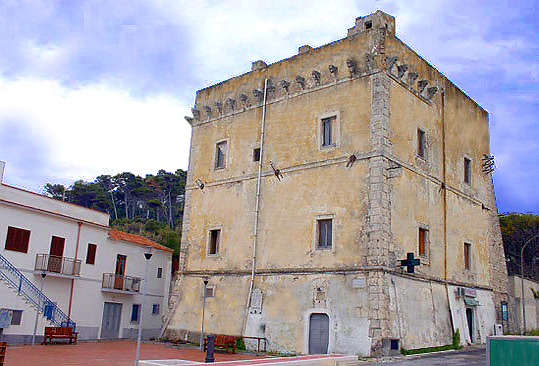
La Torre de Supervisores de San Menaio

" San Menaio Garganico ", el único pueblo de Vico del Gargano, se encuentra a unos 7 km al norte de en la costa. Es un pueblo costero que se extiende a lo largo de la ruta de la costa SS89 entre Rodas Garganico y Peschici. Conocido por su larga playa de arena y el pinar Marzini, bosque de pino carrasco se encuentran entre los más grandes y en Italia (que cubren el territorio y se infiltran en la aldea hasta el regazo de la playa) le debe mucho de su fama a Nicole Serena Lapigio-que, desde principios del siglo XX exaltó la belleza de sus obras, y el artista Andrea Pazienza que residía allí y que a la larga de 2008, veinte años después de la muerte prematura, fue nombrado el Waterfront oriental.
Digno de mención es el del siglo XIV "Torre de Supervisores ', una fortaleza espectacular vista al mar con las funciones de defensa y de aduanas, que rompe la linealidad del paseo marítimo entre el casco antiguo de San Menaio y la elegante zona residencial de última creación llamada "Murge Negro" debido a la presencia de dos grandes monolitos de roca oscura saliente de la costa.
San Menaio también es conocida por el comercio de cítricos ferviente DOP " Orange rubia Gargano" y "Lemon femminiello Gargano" con Estados Unidos y la Unión Europea.

## Eventos y Ferias
- Premio Internacional de pintura (semana del Día de San Valentín)
- Premio Internacional de Literatura "San Valentín" (semana del Día de San Valentín)
- Verano Vichese, revista teatral (julio / agosto)
- Exposición de Amor (semana de San Valentín)
- Muestra de Frutas (primera semana de octubre)
- San Valentín

## Hermanamiento
- Senones, Francia
- Jettingen, Alemania
- Marchin, Bélgica
- Vernio, Italia

## Personas en Vico del Gargano
- Michelangelo Manicone, naturalista, religioso franciscano, ensayista.
- Filippo Fiorentino, historiador, naturalista y gran hombre de la cultura.